# Fabiola di Roma
Fabiola (... – Roma, 27 dicembre 399 o 400) è stata una nobile matrona romana di fede cristiana che, rimasta vedova, si consacrò alla preghiera e alla penitenza: è venerata come santa dalla Chiesa cattolica che ne celebra la memoria il 27 dicembre.

## Biografia
Fabiola faceva parte del gruppo delle donne che, sotto l'influenza di Girolamo, avevano deciso di dedicarsi alla vita ascetica e all'attività caritativa: fu proprio Girolamo a tramandarne la memoria, descrivendone la vita in una lettera (Ep. LXXVII) indirizzata nel 400 al suo parente Oceano. 
Di rango patrizio, apparteneva alla gens Fabia: andò assai giovane sposa ad un uomo dal quale poco dopo (nel rispetto del diritto romano, ma contro i dettami della Chiesa) divorziò; alla morte del primo marito, si sposò nuovamente; mortole anche il secondo consorte, la vigilia della Pasqua dell'anno successivo fece atto di pubblica penitenza entrando nella basilica Lateranense vestita di sacco, venendo accolta da papa Siricio: tornò così in piena comunione con la Chiesa.
Iniziò a dedicarsi all'assistenza ai poveri ed ai malati, fondando il primo ospedale romano ("primo omnium nosokomion instituit"). Nel 395 si trasferì a Betlemme, dove si era ritirato anche Gerolamo, e visse nel monastero fondato da santa Paola, dedicandosi alla lettura ed alla meditazione della Bibbia.
Dopo i dissensi tra Girolamo e il vescovo di Gerusalemme Giovanni († 417) circa le dottrine di Origene, Fabiola decise di tornare a Roma, minacciata dall'arrivo dei barbari, rimanendo comunque in contatto epistolare col suo maestro (che le indirizzò il suo trattato sul sacerdozio di Aronne).
Col senatore Pammachio, fondò lo xenodochio di Porto, presso la foce del Tevere, che offriva ospitalità gratuita e cure mediche ai pellegrini poveri.
I suoi funerali, ai quali partecipò una gran folla di fedeli, furono una manifestazione della gratitudine e della venerazione che la circondavano.

## Il culto
Il nome di Fabiola compare nei martirologi solo a partire dal XV secolo: non venne neanche incluso nella prima edizione del Martirologio Romano di Cesare Baronio (1583).
La sua figura divenne celebre grazie al romanzo storico in lingua inglese del cardinale Nicholas Patrick Stephen Wiseman, intitolato Fabiola o la Chiesa delle catacombe, che però ne presentò un'immagine diversa dalla realtà storica.
La sua memoria liturgica è fissata al giorno 27 dicembre.